# Acque alte eccezionali nel XX secolo

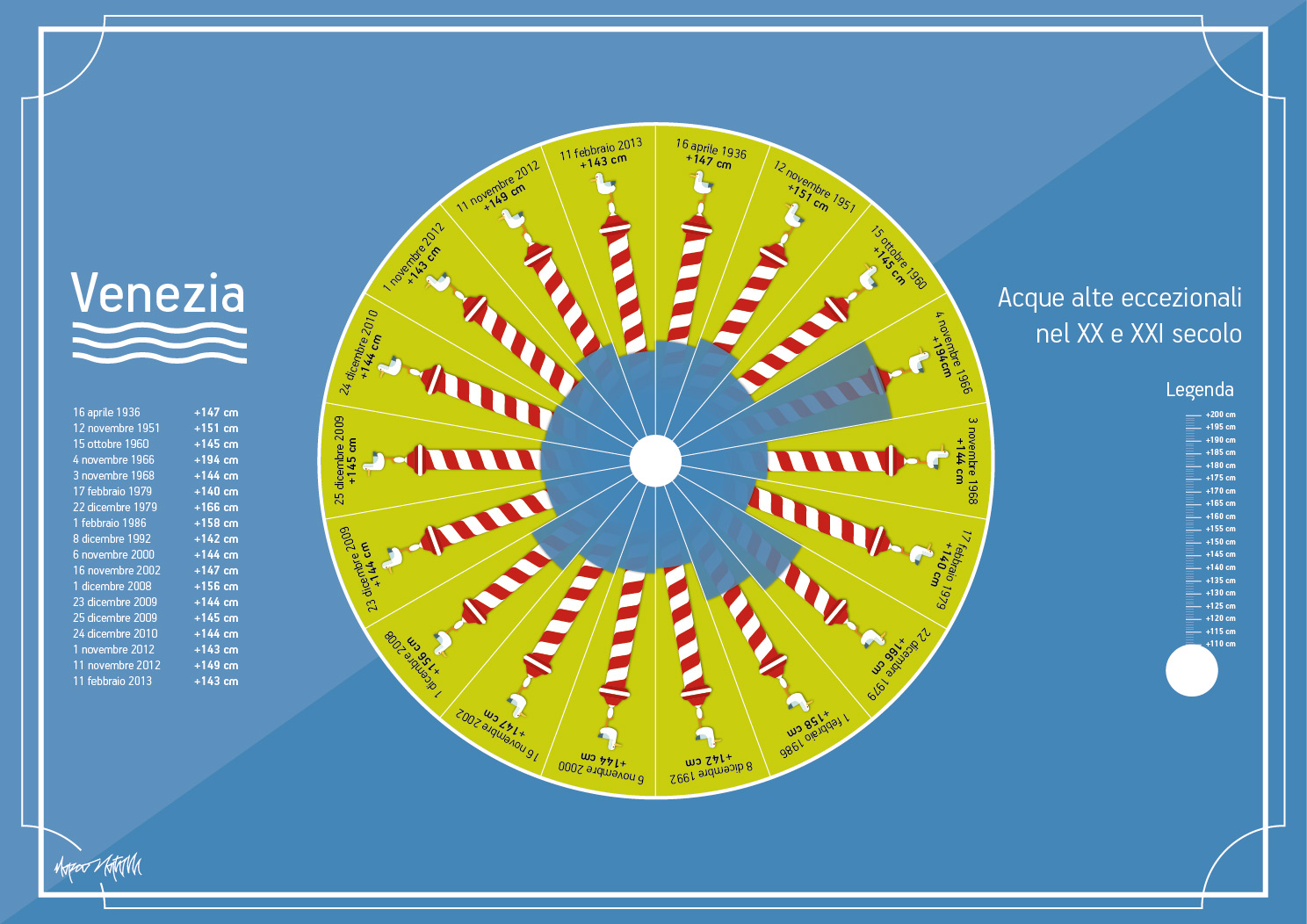
Venezia: acque alte eccezionali del XX e XXI secolo.Infografica illustrata.

Dal 1923 al 31 dicembre 2000 a Venezia si sono verificate dieci acque alte eccezionali, qui riportate in ordine cronologico:
1. 16 aprile 1936: +147 cm
2. 12 novembre 1951: +151 cm
3. 15 ottobre 1960: +145 cm
4. 4 novembre 1966: +194 cm
5. 3 novembre 1968: +144 cm
6. 17 febbraio 1979: +140 cm
7. 22 dicembre 1979: +166 cm
8. 1º febbraio 1986: +158 cm
9. 8 dicembre 1992: +142 cm
10. 6 novembre 2000: +144 cm

## Descrizione degli eventi

### Evento del 16 aprile 1936
Alle ore 21:35 del 16 aprile 1936 la marea alla stazione di Punta della Salute ha raggiunto il valore di +147 cm sul medio mare convenzionalmente fissato nel 1897. La minima precedente era stata di 12 cm alle ore 12:00. Pertanto l'escursione dalla minima precedente al picco è stata di 135 cm. È da segnalare il fatto che questo evento rappresenta anche l'unica marea molto sostenuta (valore maggiore o uguale a +110 cm) dell'intero anno 1936.

### Evento del 12 novembre 1951
Nella mattina del 12 novembre 1951, alle ore 8:05, il mareografo di Punta della Salute ha registrato una punta massima di 151 cm, dopo una minima di 13 cm avvenuta alle ore 16:05 del pomeriggio precedente: si è perciò avuto un'escursione di 138 cm dalla bassa precedente. Vale la pena ricordare che le condizioni meteorologiche di quei giorni oltre a questo evento hanno provocato la piena del fiume Po che ha causato la disastrosa alluvione del Polesine appena due giorni dopo.
Infatti nei giorni precedenti l'Adriatico venne interessato da una sequenza di veloci perturbazioni atlantiche che normalmente non creano particolari rialzi del livello del mare. Tuttavia tra il 10 e il 12 novembre 1951 si è formata in concomitanza una depressione sul Mar Ligure (minimo di 984 mb) che si è colmata molto lentamente. Da questa condizione si sono quindi originati forti venti meridionali dovuti al gradiente di pressione elevato (nell'Europa orientale la pressione era tra i 1008 e i 1012 mb) in particolare sull'Alto Adriatico. Fortunatamente il picco del contributo meteorologico (109 cm) avvenne alle ore 3:00, con largo anticipo sul massimo astronomico (che era circa 70 cm): se così non fosse stato si sarebbe potuto registrare un valore di marea più elevato di circa trenta centimetri. Il livello di 110 cm venne superato per 9 ore.

### Evento del 15 ottobre 1960
Il 15 ottobre 1960 la marea raggiunse quota +145 cm alle ore 7:55, dopo aver registrato una minima nella notte precedente di 34 cm alle ore 23:10. La causa principale dell'evento fu un minimo depressionario che si formò sulle Isole Baleari e successivamente si spostò sull'alto Adriatico, dove si colmò. Ciò causò una caduta di pressione nell'alto Adriatico mentre non si ebbero grandi variazioni nel basso adriatico; come conseguenza si instaurarono venti di bora nell'alto Adriatico e di scirocco nel basso Adriatico. Il contributo meteorologico massimo fu di 93 cm alle ore 6:00, in leggero anticipo rispetto alla massima astronomica (circa 53 cm).

### Evento del 4 novembre 1966
Il 4 novembre 1966, giorno tristemente noto per le alluvioni in molte città del centro-nord Italia, in primis a Firenze, fu una data storica anche per Venezia, in quanto si verificò la più elevata acqua alta mai registrata da quando iniziarono le rilevazioni sistematiche. I fortissimi venti sciroccali (registrate raffiche di 52 nodi a Tessera e 58 a Brindisi) e una caduta di pressione di 30 hPa in 48 ore sulla laguna veneta comportarono un contributo meteorologico rilevantissimo. A questo si aggiunse una disastrosa mareggiata che comportò lo sfondamento in più punti dei murazzi (opera di difesa che delimita la laguna dal mare). Si ebbe quindi anche una notevole persistenza dell'acqua alta, con la marea che rimase per 22 ore sopra quota 110 cm e per circa 40 ore sopra i 50 cm. Il contributo meteorologico fu impressionante: 185 cm. Il massimo coincise con una marea astronomica di soli 9 cm; altrimenti si sarebbero potuti raggiungere livelli ancor più elevati. La marea raggiunse alle ore 1:30 del 4 novembre quota +127 cm. I fortissimi venti di scirocco impedirono il deflusso, cosicché la minima successiva fu di 116 cm. Alle ore 18:00 si raggiunsero al mareografo di Punta della Salute i 194 cm, il più alto valore mai registrato. Ingentissimi furono i danni, con gran parte della città che si ritrovò con telefoni, energia elettrica e gas fuori uso. Sui litorali la mareggiata causò inondazioni e gravissimi danni. Conseguenze peggiori furono evitate dalla rotazione del vento nella serata, che consentì il deflusso dell'acqua e attenuò la mareggiata
.

### Evento del 3 novembre 1968
Alle ore 7:30 del 3 novembre 1968 il mareografo di Punta della Salute misurò una punta massima di +144 cm che seguiva una minima decisamente alta di 74 cm avvenuta alle 2:10 del medesimo giorno. Infatti il rialzo fu dovuto al lento avanzamento di un fronte mentre più ad est la pressione rimase elevata, creando venti sciroccali come conseguenza dell'abbassamento di pressione. Ciò causò un lungo rialzo del livello marino (contributo meteorologico) che raggiunse il picco di 93 cm alle 6:00. Il lieve sfasamento evitò che si raggiungessero livelli ancora più elevati: infatti la marea astronomica massima della mattina era di circa 67 cm.

### Evento del 17 febbraio 1979
Il 1979 fu l'unico anno del XX secolo (e l'unico fino al 2008) in cui avvennero due acque alte eccezionali (una in questo caso, l'altra il 22 dicembre). Nella notte del 17 febbraio 1979, alle ore 1:15, fu rilevata a Punta della Salute una punta massima di +140 cm, pari alla soglia della definizione di acqua alta eccezionale proposta dal Centro Previsioni e Segnalazioni Maree del Comune di Venezia. Tale picco fu preceduto da una minima avvenuta nel tardo pomeriggio del 16 febbraio, alle 18:35, di 25 cm. L'escursione dalla minima precedente alla massima successiva fu quindi di 115 cm.

### Evento del 22 dicembre 1979
Il 22 dicembre 1979 Venezia fu interessata da una notevolissima acqua alta, seconda solo all'episodio del 4 novembre 1966 per quanto riguarda il XX secolo e terza in assoluto dopo l'evento del 12 novembre 2019 (dall'inizio delle misurazioni sistematiche, avvenuto nel 1872). Infatti, dopo una minima di 76 cm registrata alle 5:00 la marea raggiunse quota 166 cm alle ore 9:10. In questo caso non ci furono forti gradienti di pressione nell'alto adriatico, ma l'elemento determinante fu il vento. Infatti si instaurò il cosiddetto fenomeno della "scontraura", ovvero venti sciroccali nel medio-basso Adriatico e venti di bora nell'alto Adriatico, con raffiche misurate a Tessera fino a 42 nodi, dovuto alla presenza di una depressione sul mar Ligure e di un fronte occluso lungo tutta la penisola italiana. Il massimo contributo meteorologico fu di 120 cm alle ore 8, in anticipo di tre ore rispetto alla massima astronomica, pari a circa 60 cm.

### Evento del 1º febbraio 1986
L'evento del 1º febbraio 1986 fu originato dall'allargamento di un minimo depressionario avente centro sul mar Mediterraneo occidentale negli ultimi giorni di gennaio e sulla Corsica il 1º febbraio. Conseguenza di questa situazione meteorologica furono venti sciroccali nell'Adriatico centro-meridionale (furono registrate raffiche di 57 nodi a Bari) e di bora nell'alto adriatico (a Tessera si registrarono punte di 43 nodi). Tali venti, uniti al contributo delle sesse, determinarono un rialzo massimo di 101 cm alle ore 4 del 1º febbraio, in ritardo di un'ora rispetto al massimo astronomico di 66 cm alle ore 3.
Il risultato finale fu una punta massima registrata alle ore 3:45 a Punta della Salute di +158 cm, che si colloca al terzo posto in ordine decrescente di altezza dopo gli eventi del 1966 e del 1979. L'evento fu seguito da una punta massima di +113 cm registrata la notte successiva alle ore 2:35, dovuta principalmente all'onda di sessa.

### Evento dell'8 dicembre 1992
All'origine dell'acqua alta eccezionale dell'8 dicembre 1992 vi fu una depressione con centro sul mar Tirreno, che causò il fenomeno della scontraura: furono registrati forti venti di bora nell'alto Adriatico (raffiche fino a 58 nodi a Trieste e fino a 60 nodi alla piattaforma "Acqua Alta" al largo di Venezia) e scirocco nel basso Adriatico (a Termoli si è registrata l'intensità di 25 nodi), originati da un moderato gradiente barico. A questo si aggiunse la sessa, già innescata da una precedente perturbazione. La pressione ha raggiunto alla stazione di Venezia San Nicolò i 997,4 hPa tra le 7 e le 8 dell'8 dicembre. La somma di questi effetti generò un contributo meteorologico di 108 cm alle ore 13:00, circa 4 ore dopo la massima astronomica. Al momento del picco astronomico il contributo meteorologico è stato di 83 cm, determinando una punta massima di 142 cm alle ore 10:00, preceduto da una minima di 52 cm alle ore 2:25. Il fenomeno ha comportato l'allagamento di oltre il 90% della superficie del centro storico.
Il fenomeno della sessa fece sì che a questo picco ne seguirono due nei giorni successivi: il 9 dicembre alle ore 10:40 fu registrata una punta massima di +132 cm mentre il 10 dicembre la marea raggiunse alle ore 10:20 i 113 cm.

### Evento del 6 novembre 2000
Nella serata del 6 novembre 2000 la marea raggiunse alle ore 20:35 a Punta della Salute quota +144 cm. Alla base del fenomeno vi furono forti venti meridionali originati da un forte gradiente barico: la pressione diminuì a Venezia di 27 millibar in 24 ore e nel pomeriggio nella città lagunare si abbatté un violento temporale causato da un fronte freddo. I forti venti causarono anche notevoli problemi alla navigazione interna, al punto che il servizio pubblico gestito dall'ACTV subì notevoli limitazioni. Il contributo meteorologico raggiunse i 118 cm alle ore 21; non furono raggiunti livelli più elevati in quanto la marea era in fase di quadratura.